# 29844 Millette
29844 Millette è un asteroide della fascia principale. Scoperto nel 1999, presenta un'orbita caratterizzata da un semiasse maggiore pari a 2,790532 UA e da un'eccentricità di 0,067626, inclinata di 3,177873° rispetto all'eclittica. Ha un diametro di 5,055 km e un'albedo di 0,275.